# نورمان مالكوم
نورمان مالكوم (بالإنجليزية: Norman Malcolm)‏ هو فيلسوف أمريكي، ولد في 11 يونيو 1911 في كانساس في الولايات المتحدة، وتوفي في 4 أغسطس 1990 في لندن في المملكة المتحدة.

## وصلات خارجية
- نورمان مالكوم على موقع الموسوعة البريطانية (الإنجليزية)